# Vernonia silhetensis
Vernonia silhetensis là một loài thực vật có hoa trong họ Cúc. Loài này được (DC.) Hand.-Mazz. miêu tả khoa học đầu tiên năm 1936.